# Jarosław Siemienowicz
Jarosław Siemienowicz (ur. 26 września 1964 w Pabianicach) – polski wokalista, kompozytor i autor tekstów. Były członek zespołów Proletaryat i Anioły

## Życie osobiste
Urodził się i dorastał w Pabianicach, gdzie poznał Tomasza Olejnika i Dariusza Kacprzaka, z którymi później założył zespół Proletaryat. Wychowywany w muzycznej rodzinie; ojciec Lech grał na kontrabasie, a jego matka Urszula na pianinie. W wieku siedmiu lat postanowił zostać muzykiem. W wieku 12 lat dostał pierwszą gitarę i rozpoczął na niej naukę. W wieku 17 lat dołączył do zespołu grającego muzykę Beatlesów, z którego szybko odszedł. Następnie założył Grupę Zero z Dariuszem Kacprzakiem. Zespół zakwalifikował się do Festiwalu w Jarocinie. W 1987 roku zaraz po wyjściu Siemienowicza z wojska razem z Kacprzakiem i Olejnikiem założyli zespół Proletaryat. W 2005 roku Siemienowicz odszedł z zespołu i wyjechał do Edynburga, gdzie nagrał swoją solową płytę.

## Kariera muzyczna

### 1987-2005 Proletaryat i Anioły
Siemienowicz (gitara) wraz z Tomaszem Olejnikiem (wokal) i Dariuszem Kacprzakiem (bas) założyli Proletaryat w 1987 roku. Zadebiutowali w lokalnym przeglądzie w 1988 roku, jednak przełom nastąpił, gdy zakwalifikowali się i wygrali dwie nagrody (publiczności i dziennikarzy) w 1989 roku na Festiwalu w Jarocinie. Zespół zgrał swoje pierwsze nagrania na kasetę Revolt, jednak pracę nad debiutanckim albumem Proletariat rozpoczęli i wydali w 1990 roku. W tym samym roku wzięli udział w kolejnym Festiwalu w Jarocinie, gdzie wygrali trzy nagrody: publiczności, organizatorów i dziennikarzy. Wraz z Siemienowiczem zespół nagrał jeszcze 10 płyt, przy czym ostatnia ReC została wydana po jego odejściu z zespołu w 2005 roku.
W 1999 roku wraz z byłym perkusistą i gitarzystą Proletaryatu Robertem Szymańskim i Piotrem Zalewskim jako zespół Anioły wydali płytę o tej samej nazwie.

## Po 2005: wyjazd do Edynburga i solowa płyta
Przed wydaniem albumu ReC Jarosław Siemienowicz doszedł do wniosku, że nie jest w stanie nic więcej nowego wnieść od siebie do zespołu i opuścił Proletaryat w 2005. Wyjechał do Edynburga. W 2012 roku ukończył tam studia kompozytorskie (Bachelor of Arts with Honours Popular Music: Composition) na Edinburgh Napier University. Później rozpoczął pracę nad jego pierwszą solową płytą Poza Stadem, którą ukończył w 2011.